# Килингуты
Килингуты, уряут-килингуты (монг. хилэнгүүд, хилингут, хилангут) — одно из племён средневековых коренных монголов. Представляют собой ответвление рода уряут.

## Этноним
Согласно Рашид ад-Дину, название племени происходит от имени предка Уряут-Килингута. «Так как он был кос, то стал называться этим именем».
По другой версии, этноним килингут, возможно, имеет тунгусо-маньчжурское происхождение.

## История

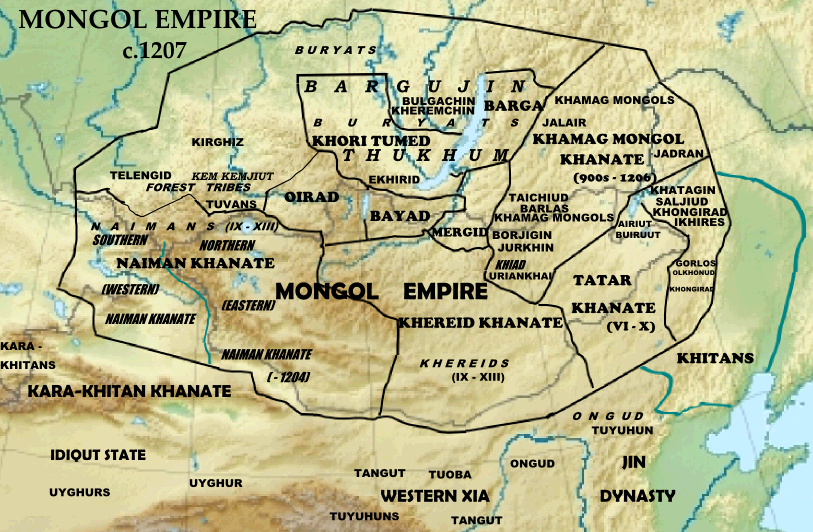
Монгольская империя в 1207 г.

Килингуты — одна из ветвей племени уряут. Этноним уряут в «Сокровенном сказании монголов» отражён в форме оронар.
Согласно «Сокровенному сказанию монголов», оронары являются потомками Алан-гоа, которых принято относить к нирун-монголам. При этом Рашид ад-Дином килингуты включены в состав дарлекин-монголов, так же как и родственные им племена хонхотанов и арулатов.
В «Сборнике летописей» упоминаются три ветви племени уряут: конкотан, арулат и уряут-килинкут. «Эти названия сначала были именами трех братьев; от каждого [из них] пошла одна ветвь, и род [уруг] их стал многочисленным, образовав отдельные племена, из коих каждое получило прозвание и имя по имени того человека, от которого оно вело свое происхождение».
Первый сын Конкотан. Значение этого слова — «большеносый». Второй сын — Арулат. «Это слово значит, что этот человек был нежен к отцу и к матери». Третий сын — Уряут-Килингут. «Так как он был кос, то стал называться этим именем».
По сведениям Рашид ад-Дина, все племена и ветви килингутов происходили от рода Уряут-Килингута. Килингуты были многочисленны. В составе килингутов упоминаются две ветви: килингут-тархан и курчин.
Основателями рода килингут-тархан названы Бадай и Кышлык. Чингисхан даровал им титул тархана. Дети Бадая также были удостоены титула тархан: Тархан-Хорезми и Садак-тархан. Потомок Кышлыка Акутай был удостоен звания «эмира-тысяцкого».
Из племени курчин происходил Кипчактай (Килчигдэй, Qabcha Qabai), один из двоюродных братьев Конкотана. Кипчактай был в числе монголов, служивших в Хорасане.
Две тысячи килингутов по указу Чингисхана находились в прямом подчинении у его младшего брата Тэмугэ-отчигина. Среди килингутов, присоединившихся к Чингисхану, упоминается Куджин.

## Бадай и Кишлих
Бадай и Кишлих были «главами конюших» Экэ-Чэрэна (Еке-Церена), служившему Ван-хану (Тоорилу).
После разгрома найманов в 1202 году Чингисхан, желая скрепить союз с кереитским ханом Тоорилом, предложил межсемейный брак, но получил отказ от сына Тоорила Нилха-Сангума. Однако позже, когда отношения между монголами и кереитами обострились, Сангум вспомнил про предложение Чингисхана, и, надеясь заманить и убить того, согласился на брак. Ничего не подозревая, Чингисхан отправился к кереитам, но по пути остановился у Мунлика. Тот высказал свои опасения насчёт Сангума, и Чингисхан, выслушав его, повернул назад, отправив к кереитам двух своих нукеров.
После провала своего плана предводители кереитов решили окружить рано утром Чингисхана и схватить его. Разузнавшие об этом Бадай и Кишлих решают предупредить Чингисхана о готовящемся нападении.
После разгрома кереитов Чингисхан отдал часть воинов Ван-хана в служение Бадаю и Кишлиху и даровал им титул дархана: «В награду за подвиг Бадая с Кишлыхом пусть будут у них сменной стражей, кешиктенами, Ван-хановы Кереиты, вместе с золотым теремом, в котором жил Ван-хан, с Винницей, утварью и прислугой при них. И пусть Бадай с Кишлыхом, в роды родов их, пользуются свободным дарханством, повелевая своим подданным носить свой сайдак и провозглашать чару на пирах. Во всяком военном деле пусть они пользуются тою военной добычей, какую только нашли!».
На курултае 1206 года Бадай и Кишлих были пожалованы Чингисханом в нойоны-тысячники.